# Лучки (Владимирская область)
Лучки — местечко в Юрьев-Польском районе Владимирской области России, входит в состав Симского сельского поселения.

## География
Местечко расположено на берегу реки Нерль в 10 км на север от центра поселения села Сима и в 32 км на север от райцентра города Юрьев-Польский.

## История
Местечко основано в начале XX века в связи с открытием декстрино-сагового завода. Входило в состав Симской волости Юрьевского уезда, с 1925 года — в составе Юрьев-Польского уезда Иваново-Вознесенской губернии.
С 1929 года местечко являлось центром Лучковского сельсовета Юрьев-Польского района, с 1954 года — в составе Нестеровского сельсовета, с 1959 года — в составе Симского сельсовета, с 2005 года — в составе Симского сельского поселения.

## Население
| 2002 | 2010 | 2021 |
| ---- | ---- | ---- |
| 440  | ↘344 | ↘220 |

## Инфраструктура
В местечке имеются Сельский Дом Культуры в котором действует школа художественного творчества "Владимирские лучики",вокальная студия, отделение федеральной почтовой связи. 